# Olympische Sommerspiele 1900/Pelota
Die in Paris im Rahmen der Weltausstellung (Exposition Universelle et Internationale de Paris) ausgetragenen Internationalen Wettbewerbe für Leibesübungen und Sport (Concours Internationaux d’Exercices Physiques et de Sports) umfasste auch ein Spiel in der Sportart Pelota, welches das Internationale Olympische Komitee (IOC) dem Programm der Olympischen Sommerspiele 1900 (Spiele der II. Olympiade) zuordnete.

## Anmerkungen

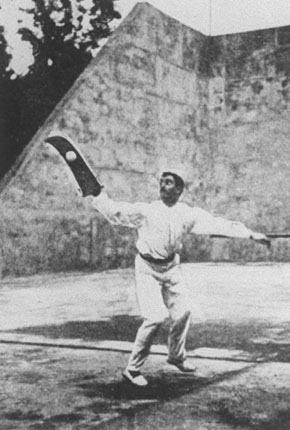
Pelotaspieler mit der Chesta Punta

## Medaillenspiegel
| Platz | Land       | Silber | Bronze | Dritter | Gesamt |
| ----- | ---------- | ------ | ------ | ------- | ------ |
| 1     | Spanien    | 1      | –      | –       | 1      |
| 2     | Frankreich | –      | 1      | –       | 1      |

## Ergebnisse

### Zweiermannschaft
| Platz | Land | Sportler                           | Siege |
| ----- | ---- | ---------------------------------- | ----- |
| 1     | ESP  | José de Amézola, Francisco Villota | k. A. |
| 2     | FRA  | Maurice Durquetty, Etchegaray      | k. A. |

Datum: 14. Juni 1900

## Nichtolympischer Wettbewerb der Professionals

### Zweiermannschaft mit der Chesta Punta
| Platz | Land | Sportler                            | Siege |
| ----- | ---- | ----------------------------------- | ----- |
| 1     | ESP  | Barrenechea, Ituarte                | k. A. |
| 2     | ESP  | Abadiano, Elicegui                  | k. A. |
| 3     | FRA  | Pierre Apesteguy, Chiquito de Cambo | k. A. |

Ergebnisse:
17. Juni
Abadiano/Elicegui vs. Apesteguy/de Cambo 70:56
19. Juni
Barrenechea/Ituarte vs. Abadiano/Elicegui 70:62
21. Juni
Barrenechea/Ituarte vs. Apesteguy/de Cambo 90:72